# The Avicii Tribute Concert
The Avicii Tribute Concert (auch The Avicii Tribute Concert for Mental Health Awareness) war ein Konzert, das dem am 20. April 2018 gestorbenen schwedischen Musiker Avicii alias Tim Bergling gewidmet wurde. Es fand am 5. Dezember 2019 in der Friends Arena in Stockholm, Schweden statt und wurde von der Tim Bergling Foundation in Zusammenarbeit mit verschiedenen Unternehmen veranstaltet. Die Erlöse aus dem Konzert wurden allesamt verschiedenen Stiftungen gespendet, die sich auf mentale Gesundheit und Suizidprävention spezialisiert haben.

## Organisation

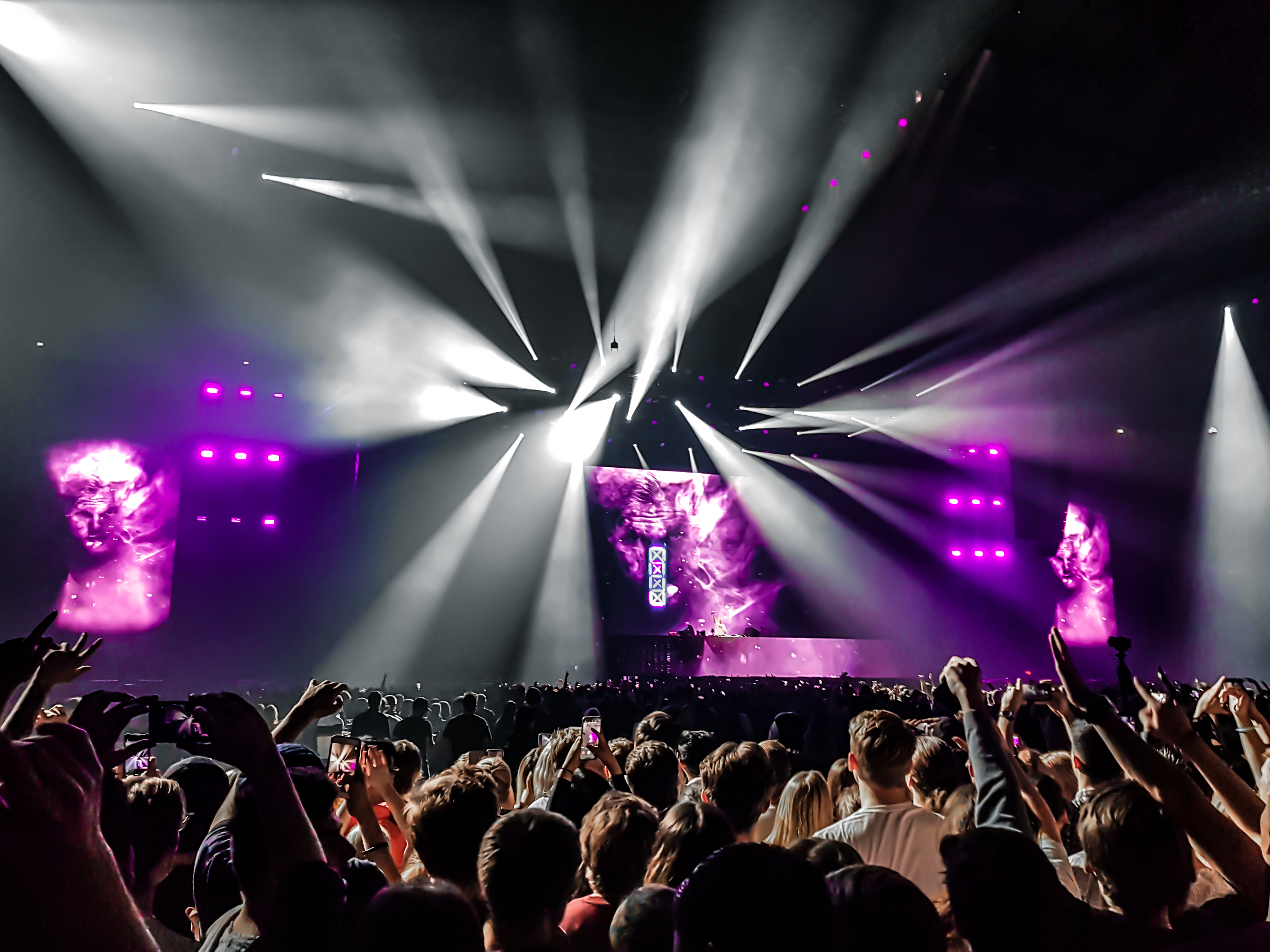
DJ-Set von Nicky Romero

Nachdem Tim Bergling am 20. April 2018 nach einem Suizid in Maskat, Oman tot aufgefunden wurde, gründete seine Familie die Tim Bergling Foundation, die sich als Ziel setzte, über die Behandlung psychischer Erkrankungen und Suizidprävention aufzuklären. Nachdem im Juni 2019 das posthume Studioalbum Tim veröffentlicht wurde, begann das Team um die Stiftung mit der Planung eines Konzerts, welches zu Ehren des Musikers veranstaltet werden soll. Bei der Organisation wurden sie von verschiedenen Unternehmen und Marken unterstützt. Dabei traten in erster Linie das Flugunternehmen SAS Scandinavian Airlines, der Lautsprecher-Marke Urbanista sowie das Reiseunternehmens Tallink & Silja Line. SAS bot im Zuge des Konzertes zusätzlich günstige Anreisen an sowie Urbanista der Stiftung 10 % der Einnahmen des Oktober-Monats spendete. Auch die Hotelketten Hotel at Six, Nordic Light Hotel und Quality Hotel Friends kollaborierten mit der Tim Bergling Foundation.
Am 2. September 2019 gab das Branchenmagazin „Variety“ erstmals bekannt, dass das Konzert am 5. Dezember 2019 mit Opening-Sets verschiedener DJs, einer 30-köpfigen-Band sowie über 19 Gastmusikern stattfinden sollte. Aviciis Vater Klas Bergling erklärte, dass Avicii immer vorgehabt hätte, seine Musik zusammen mit einer großen Live-Band aufzuführen und sie „nun diesen Traum verwirklichen“ würden. Fans sollen „die Möglichkeit haben, seine Musik auf diese einzigartige Weise zu erleben“. Der Ticketverkauf wurde auf den 5. September 2019 datiert. Es wurden über 55.000 Stück angeboten, die laut Berichterstattung des „Billboard“-Magazins innerhalb von 30 Minuten ausverkauft waren. Bergling beschrieb diese Tatsache als „überwältigend und kaum vorstellbar.“ Er wäre „jeder einzelnen Person unfassbar dankbar, diesen Abend mit ihm und seiner Familie zu teilen.“ Zu den Besuchern gehörten auch Prinzessin Sofia und Prinz Carl Philip von Schweden.
Parallel zum Ticketverkauf ging auch eine Website online, die weitere Informationen zum Konzert sowie auch das endgültige Line-Up bekanntgab. Zudem konnte man auf dieser spenden.
Das Konzert wurde auf den Social-Media-Kanälen von Avicii sowie im schwedischen Fernsehen und Radio live übertragen. Die gesamte Aufnahme wie auch die einzelnen Auftritte wurden im Nachhinein auf Aviciis Youtube-Kanal zur Verfügung gestellt.

## Programm

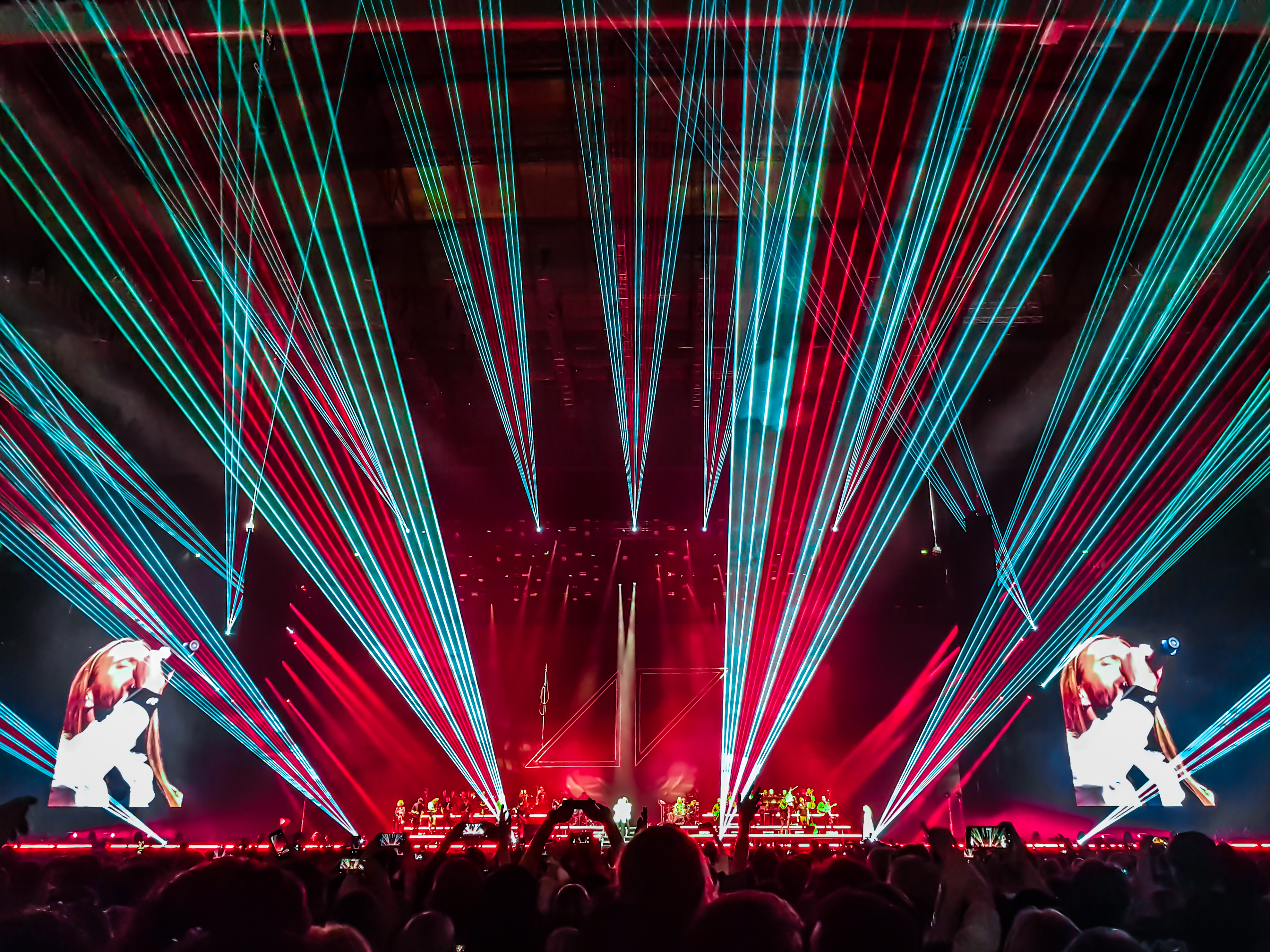
Vincent Pontare - Tough Love

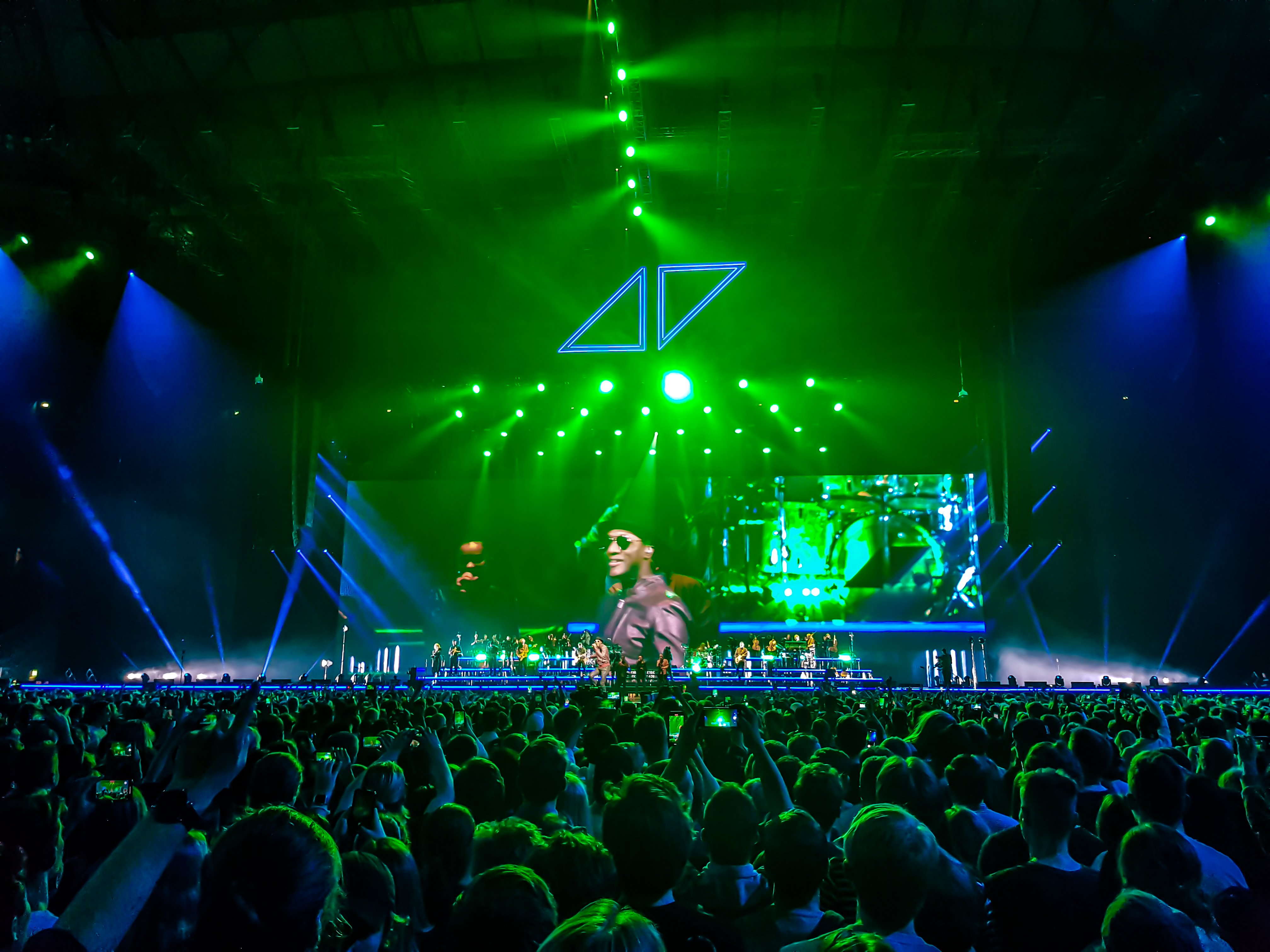
Aloe Blacc - SOS

### Vorprogramm
Zwischen 18:00 Uhr und 21:00 Uhr traten mit jeweils einem 30-minütigen DJ-Set Laidback Luke, Nicky Romero, Dimitri Vegas & Like Mike und Kygo auf. Es folgte ein 30-minütiges Set von David Guetta. In diesem spielte er ein Lied, das auf einer gemeinsamen Idee mit Avicii basiert und in der Woche nach dessen Tod mit Afrojack fertigproduziert wurde. Der Name des Songs wurde von David Guetta mit "Say Goodbye" betitelt. Er sagte, dass es das erste und wahrscheinlich auch letzte Mal sei, dass er den Song spielen würde. Außerdem führte er eigens für diesen Auftritt kreierte Mash-Ups von Aviciis und seinen eigenen Liedern auf. Auch Kygo spielte mit dem Lied "Forever Yours" eine unveröffentlichte Kollaboration mit Avicii, dessen Gesang von Sandro Cavazza beigesteuert wurde.

### Hauptprogramm
Um 21:00 Uhr trat Klas Bergling ans Mikrofon und hielt eine Rede auf Schwedisch, in der er dem Produktionsteam, Künstlern und Besuchern dankte. Danach begann das eigentliche Konzert. Es wurde von Carl Falk, einem von Aviciis engsten Freunden und Studiopartnern an einer E-Gitarre eingeleitet. Insgesamt umfasst das Konzert 28 Lieder, dessen Vocals meist von den Original-Sängern live beigesteuert wird. Sowohl ein Orchester, als auch ein Gesangschor begleitet jedes einzelne Lied. Aloe Blacc, Carl Falk und Vargas & Lagola widmeten vor den Liedern SOS, Fades Away und Friend of Mine dem Musiker jeweils ein paar Worte. Falk hob dabei insbesondere das Lied Fades Away hervor, da dieses einer der letzten Tracks war, welches sie gemeinsam produzierten und Avicii den Text sowie die Struktur des Songs entwarf. Das Lied Levels, welches als Finale diente, wurde von verschiedenen Szenen aus Aviciis Leben begleitet, die auf der Leinwand gezeigt wurden. Zusätzlich wurde während Levels ein Feuerwerk veranstaltet. Davor kamen alle Mitwirkenden ein letztes Mal auf die Bühne und verbeugten sich Hand-in-Hand vor dem Publikum.

#### Auftritte
#. Stück
- Original Interpret
- Live-Artist

| 1. Without You (Orchestra Version) - Avicii feat. Sandro Cavazza - Sandro Cavazza 2. Tweet It vs. Walking On A Dream (Avicii Mashup) - Tim Berg & Norman Doray & Sebastien Drums vs. Empire of the Sun 3. Sunshine Spectrum (Avicii Bootleg) - David Guetta & Avicii vs. Florence & The Machine 4. Seek Bromance - Tim Berg feat. Amanda Wilson - Amanda Wilson 5. SOS - Avicii feat. Aloe Blacc - Aloe Blacc 6. Blessed (Avicii Edit) - Tom Hangs feat. Shermanology - Dorothy Sherman, Andy Sherman & Hedvig Eleonora Gospel Choir 7. Fade Into Darkness (Orchestra Version) - Avicii feat. Andreas Moe - Andreas Moe 8. Ten More Days - Avicii feat. Zak Abel - Zak Abel 9. Silhouettes - Avicii feat. Salem Al Fakir - Vargas & Lagola 10. I Could Be The One (Orchestra Version) - Avicii & Nicky Romero feat. Noonie Bao - Johanna Söderberg 11. Dear Boy - Avicii feat. MØ - Audra Mae 12. Addicted to You - Avicii feat. Audra Mae - Audra Mae 13. Bad Reputation - Avicii feat. Joe Janiak - Joe Janiak 14. Friend of Mine - Avicii feat. Vargas & Lagola - Vargas & Lagola | 15. You Make Me - Avicii feat. Salem Al Fakir - Vargas & Lagola 16. Tough Love - Avicii feat. Agnes Carlsson & Vargas & Lagola - Agnes & Vargas & Lagola 17. Sunset Jesus - Avicii feat. Gavin Degraw - Gavin Degraw 18. Lay Me Down - Avicii feat. Nile Rodgers & Adam Lambert - Adam Lambert 19. Heart Upon My Sleeve - Avicii feat. Imagine Dragons - Lucas Krüger 20. Fades Away (Tribute Concert Version) - Avicii feat. Noonie Bao - MishCatt 21. Lonely Together - Avicii feat. Rita Ora - Rita Ora 22. The Nights - Avicii feat. RAS - Nick Furlong 23. Hey Brother - Avicii feat. Dan Tyminski - Dan Tyminski 24. Heaven - Avicii feat. Chris Martin - Simon Aldred 25. Waiting for Love - Avicii & Martin Garrix feat. Simon Aldred - Simon Aldred 26. Wake Me Up - Avicii feat. Aloe Blacc - Aloe Blacc 27. A Sky Full of Stars - Coldplay, prod. by Avicii - Simon Aldred 28. Levels - Avicii |

## Wirkung
Aviciis Vater, Klas Bergling erklärte in einem Interview, dass das Konzert als Zeichen dafür sorgen sollte, dass „das Stigma, das seelische Erkrankungen und Selbstmord umgibt, auf die politische Tagesordnung“ gesetzt wird und dem Ganzen mehr Aufmerksamkeit gewidmet wird. Außerdem würden „Polizei und weitere Werkzeuge benötigt, um insbesondere bei jüngeren Menschen Suizidrisiken zu beseitigen und präventive Maßnahmen vorzunehmen.“
Ein Empfänger der Ticketerlöse ist die schwedische Vereinigung für psychische Gesundheit Mind. Deren Abteilung Självmordslinje, die einen Ansprechpartner für betroffene Menschen bietet, soll drei Jahre lang mit zehn Millionen SEK (ca. 960.000 €) pro Jahr unterstützt werden. Ziel ist es, rund um die Uhr Menschen helfen zu können. Klas Bergling sagte, dass „dies das Beste“ wäre, was sie tun könnten, „um die Zahl der Selbstmorde zu senken.“